# Cobanus erythrocras
Cobanus erythrocras är en spindelart som beskrevs av Chamberlin, Ivie 1936. Cobanus erythrocras ingår i släktet Cobanus och familjen hoppspindlar. Inga underarter finns listade i Catalogue of Life.